# Austrabbane
Die Austrabbane (norwegisch für Osthügel) sind eine Gruppe von Nunatakkern im ostantarktischen Königin-Maud-Land. Im Gebirge Sør Rondane ragen sie östlich des nördlichen Abschnitts der Balchenfjella auf.
Norwegische Wissenschaftler benannten sie.